# Micrathetis novarae
Micrathetis novarae är en fjärilsart som beskrevs av Felder 1874. Micrathetis novarae ingår i släktet Micrathetis och familjen nattflyn. Inga underarter finns listade i Catalogue of Life.